# إلينا ألين
إلينا ألين هي لاعبة رماية روسية، ولدت في 12 يوليو 1972 في موسكو في روسيا.

## وصلات خارجية
- إلينا ألين على موقع الاتحاد الدولي (الإنجليزية)
- إلينا ألين على موقع أوليمبيديا (الإنجليزية)
- إلينا ألين على موقع اللجنة الأولمبية البريطانية (الإنجليزية)
- إلينا ألين على موقع اتحاد ألعاب الكومنولث (مؤرشف) (الإنجليزية)
- إلينا ألين على موقع دورة ألعاب الكومنولث 2006 (مؤرشف) (الإنجليزية)
- إلينا ألين على موقع دورة ألعاب الكومنولث 2014 (مؤرشف) (الإنجليزية)